# Cressa truxillensis
Cressa truxillensis là một loài thực vật có hoa trong họ Bìm bìm. Loài này được Kunth mô tả khoa học đầu tiên năm 1818.

## Hình ảnh

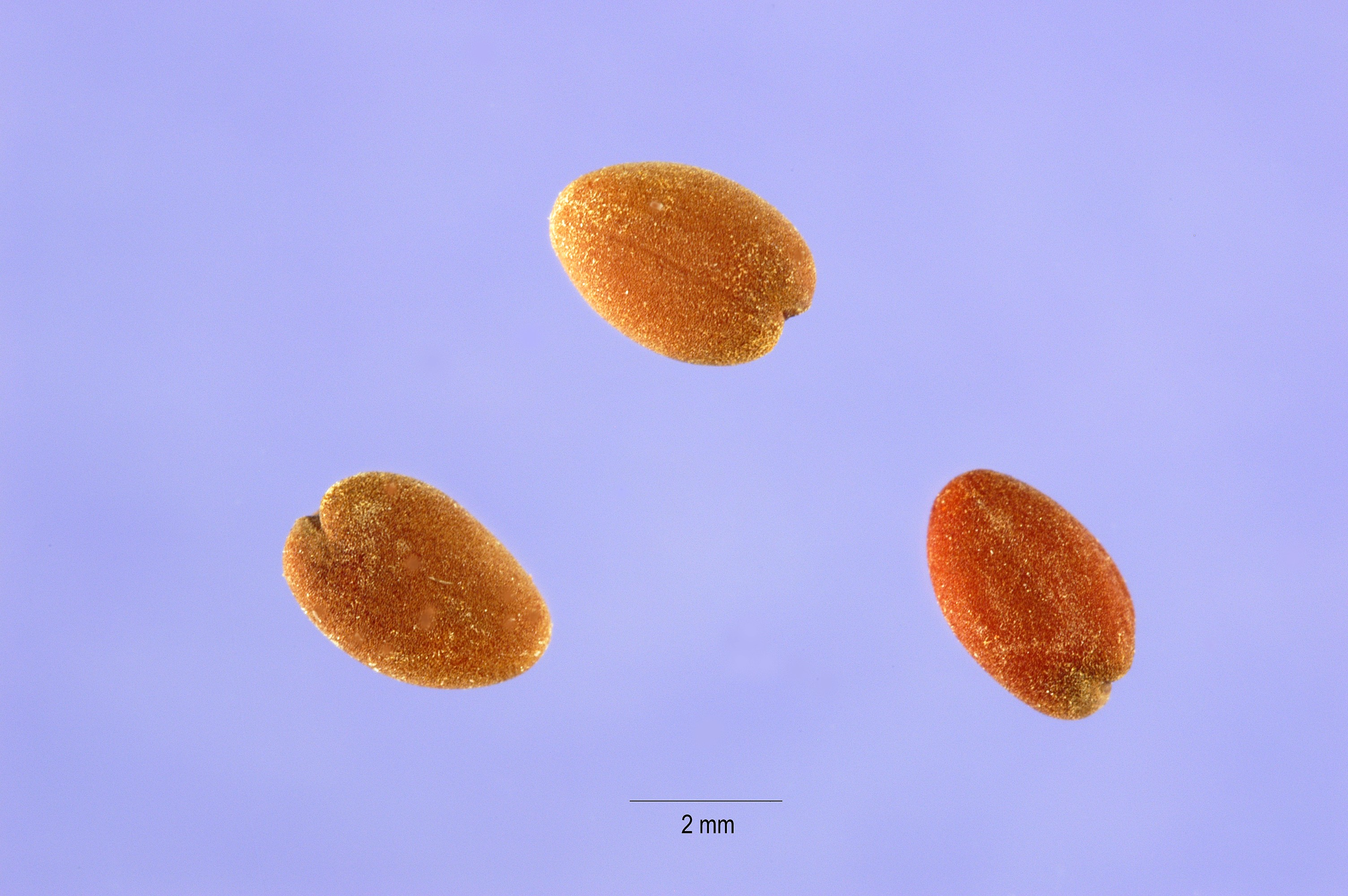
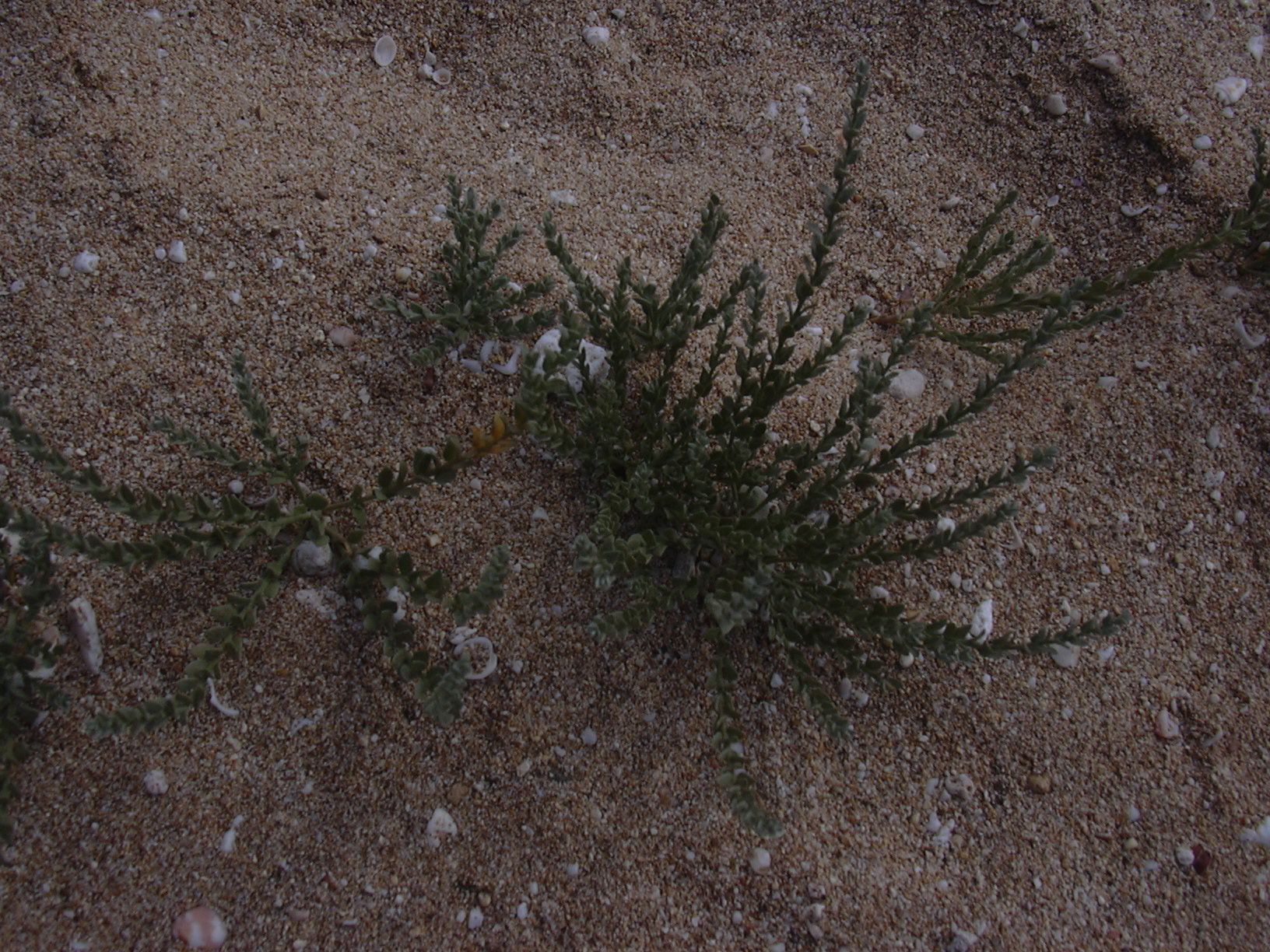
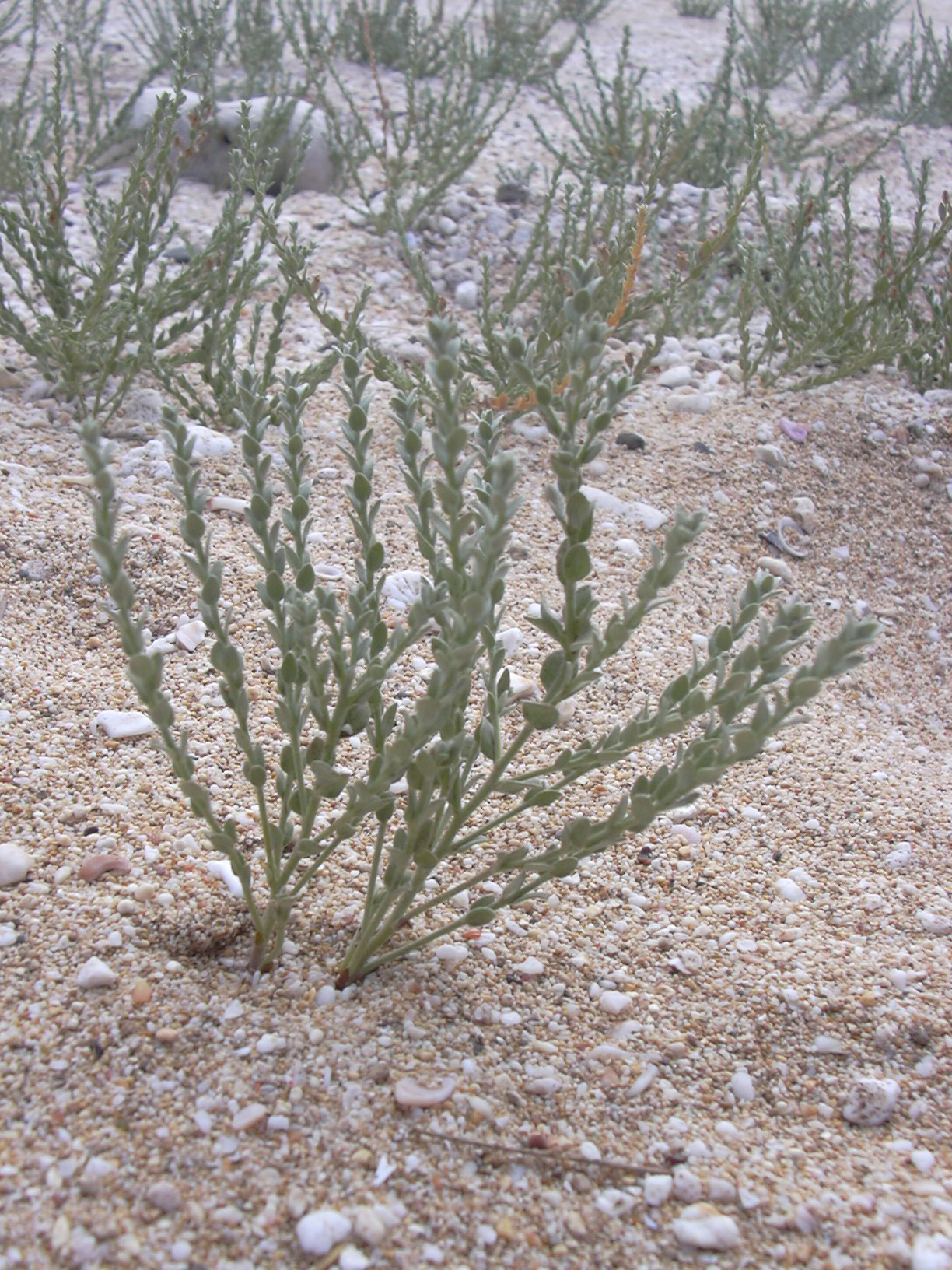
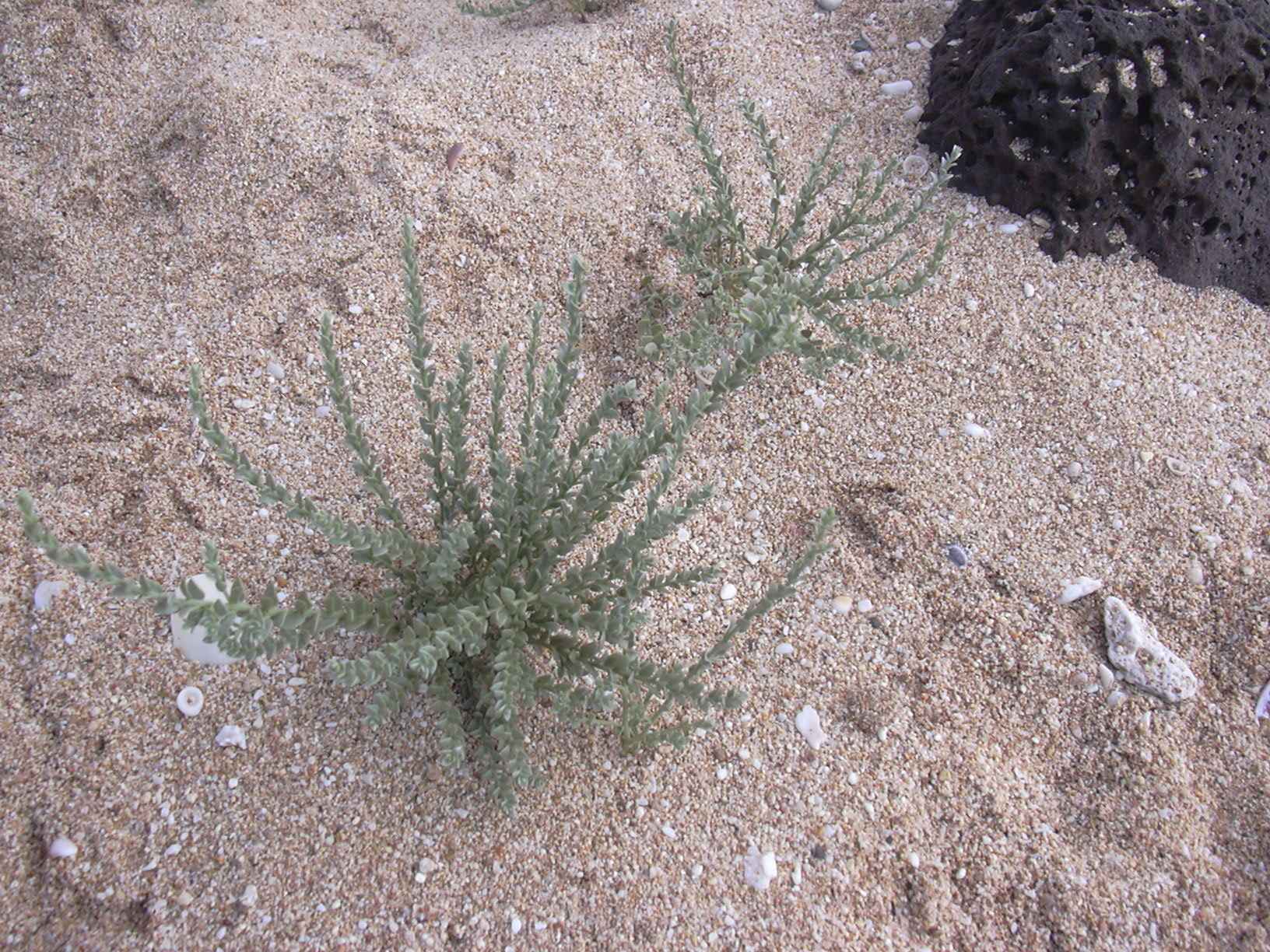